# Eurydice Dosne
Œuvres principales
Mémoires
Eurydice Dosne, qui peu satisfaite de son prénom mythologique se fait appeler Sophie Dosne, née le 2 mars 1794 à Paris et morte le 28 août 1869 à Passy, est la belle-mère et l'égérie d'Adolphe Thiers, président de la République française du 31 août 1871 au 24 mai 1873.
Ayant toujours participé activement à la vie publique de son gendre et tenu son salon place Saint-Georges, elle a laissé des mémoires spontanés et vivants, publiés en 1928 par Henri Malo en deux volumes sous le titre : Mémoires de Madame Dosne, l’égérie de M. Thiers, qui  donnent des informations inédites sur  le détail des incidents qui ont marqué les périodes de crise de la vie ministérielle de Thiers.

## Biographie
Fille d'Antoine Matheron et d'Eulalie Lotelier, elle grandit dans la boutique de parapluies (ou de draps) de ses parents, 1 rue des Victoires, IVe arrondissement de Paris. Ses parents la marient à dix-sept ans  à Alexis Dosne, agent de change, qui fait fortune sous la Restauration en spéculant sur les terrains. Le ménage a deux filles, Eulalie-Elise née en 1818 et Félicie née en 1823. Charles de Rémusat ministre de l’Intérieur de Thiers en 1840 écrit :

« C'était une petite femme assez fraîche et potelée, d'une figure commune presque laide, vive, causante, médisante, obligeante et généreuse par moments, mais irritable et vindicative au besoin, sans autres préjugés que ceux que sa société et son temps appelaient des lumières, et suffisamment pourvue de cette philosophie positive qui enseigne à mener avec sagesse les plaisirs et les intérêts. »

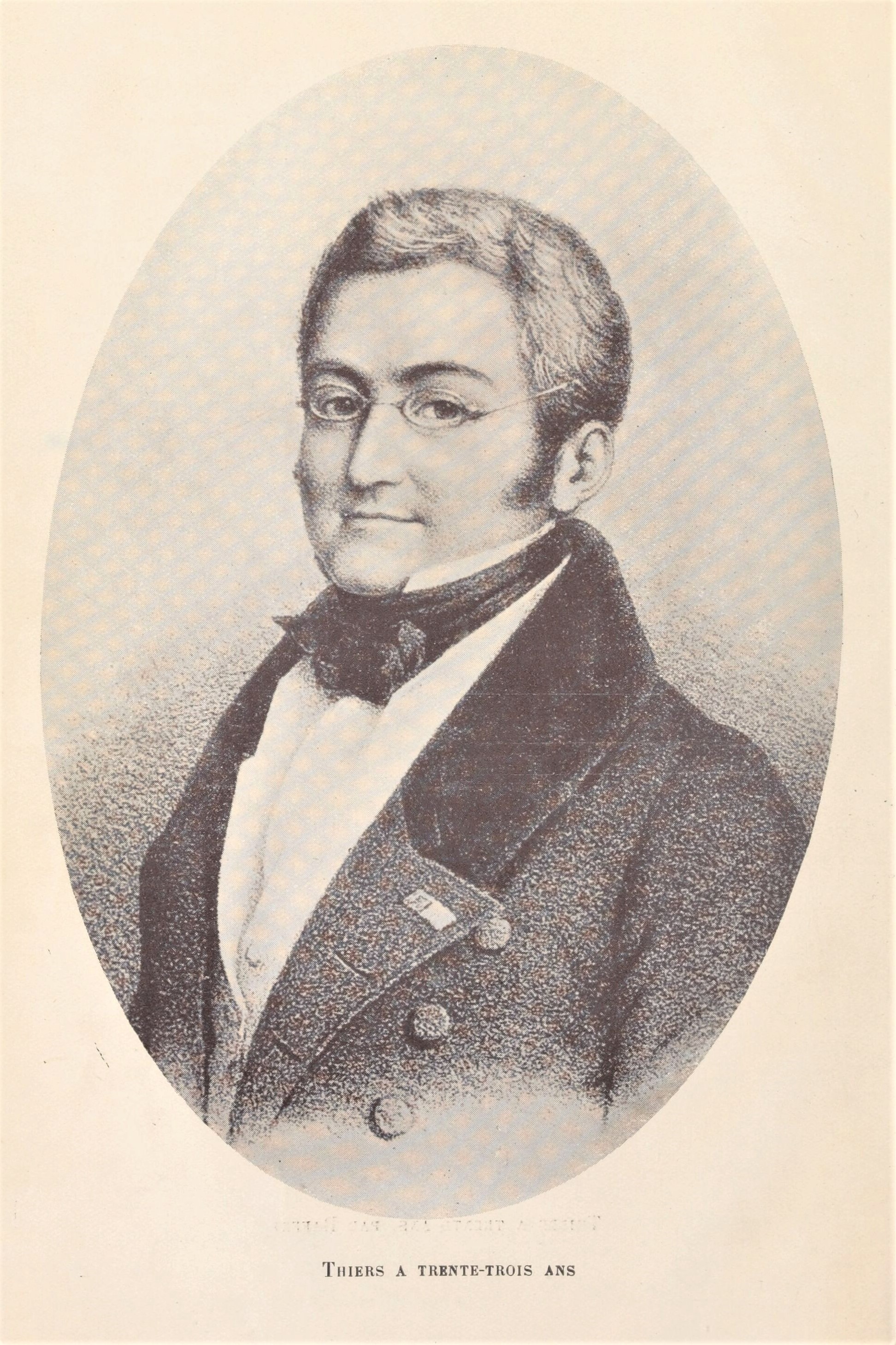
Adolphe Thiers à 33 ans.

En 1827, Adolphe Thiers se lie d'amitié avec la famille Dosne. Alexis Dosne est « un parfait financier : une tenue irréprochable, une perruque soignée, un grand luxe de tabatières, une fortune suffisante, sagement conduite (...) probe et loyal, sans prétention, sans esprit, de bonnes manières, tranquille, accommodant, silencieux; je crois que dans cette maison une liberté conjugale à peu près absolue était regardée comme une des premières bienséances de la société et l'on ne manquait pas aux bienséances ».
A cette époque, Mme Dosne reçoit dans un modeste salon où cinq ou six amis tiennent à l'aise. Alexis Dosne obtient en 1830 le poste de receveur principal à Brest. Thiers devient l'amant de Mme Dosne qui a deux ans de plus que lui. Rémusat poursuit :

« Elle eut assez d’esprit pour voir qu’il en avait beaucoup et pour priser assez haut la conquête de ce petit homme, laid et inconnu, dans un temps où bien des sottes l’auraient traité de malappris, s’il se fût émancipé avec elles. Thiers était isolé dans Paris. Il n’allait pas dans le monde ; il n’avait jamais eu de famille ; il ne s’était attaché à aucune femme. Il s’attacha à celle-là, qui se dévoua à lui avec passion. La maison Dosne devint la sienne. Il se crut une famille ; il n’en a jamais eu d’autre. »

Après avoir protégé le jeune journaliste, Mme Dosne devient l’égérie de l’homme d’Etat naissant. En 1833, elle imagine de le marier à sa fille aînée qui a quinze ans.

« Elle lui assurait ainsi un intérieur et une fortune », poursuit Rémusat, «  Je suis très convaincu qu’en agissant ainsi, elle a cru faire acte de dévouement. Le côté répugnant d’une pareille union ne la touchait pas. Elle n’avait point de ces préjugés. Résolue à n’être désormais que la mère de son gendre, n’était-ce pas elle, après tout, qui faisait le sacrifice ? Elle ne s’apercevait pas qu’avant elle, c’était sa fille qu’elle sacrifiait [...] Je suis certain que tout calcul fait, Thiers s'applaudit de l'existence domestique qui lui est échue; il y a trouvé repos, bien-être, liberté, et à ce qu'il croit, une situation bienséante et digne. »

La famille Dosne s’installe dans son hôtel de la place Saint-Georges, qui abrite aujourd'hui la fondation Dosne-Thiers  et le beau-père passe à sa demande  et grâce aux relations de Thiers de la recette générale de Brest à celle de Lille, une des plus rémunératrices de France. Il est élu régent de la Banque de France en 1836 et meurt de choléra en 1839.
A l'hôtel Saint-Georges, Mme Dosne tient avec ses filles le salon de Thiers toujours très fréquenté.

« 17 décembre 1848 - M. Thiers est rentré chez lui ce soir. Il trouva son salon rempli d'ambassadeurs étrangers, de diplomates français mis de côté par la république, d'ex-préfets, de sous-préfets dans la même situation, d'intrigants, de curieux, de solliciteurs, de futurs ministres, et enfin du prince Napoléon (...) les uns veulent obtenir quelque chose immédiatement, les autres s'inscrivent pour l'avenir. Voici la phrase usitée : quand vous accepterez de vous mettre à la tête des affaires, dit-on à M. Thiers, n'oubliez pas que je serai heureux de servir avec vous (...) J'admire la patience de M.Thiers qui, comme un confesseur, écoute les confidences intéressées de tant de personnes. »

C'est toujours elle qui préside les dîners offerts par son gendre. Le 11 décembre 1848, elle reçoit le futur Napoléon III et le prince Napoléon :

« J'étais entre le prince Louis et le prince Napoléon, assez contrariée de cet arrangement parce que je sentais que ma modeste position de femme de financier ne m'appelait pas à me trouver au milieu de ces illustrations. J'aurais voulu céder ma place au milieu de la table à ma fille, Mme Thiers, car ces illustrations venaient chez son mari et non chez moi. Mes enfants ont trouvé qu'il y aurait une sorte d'affectation à ce changement  et il a été décidé que nous resterions dans nos habitudes. »

Mme Dosne meurt en 1869, laissant ses filles et son gendre dans un abattement extrême. 

« Elle vivait pour ces trois personnes. Elle veillait à tout pour eux, les dispensait de toute fatigue et de tout ennui (...) Tous trois s'était donc habitués à se reposer sur elle du soin de toutes choses. Elle était l'intendante, l'économe, la femme de charge, la bonne, le factotum. Ces trois personnes étaient arrivées à la vieillesse ou à l'âge mûr sans avoir eu à s'occuper du ménage de la vie. Le regret qu'elle leur laissait était accru par le vide qui se faisait tout à coup dans leur existence. Ils le sentaient et ils le disaient. »

## LesMémoires
Mme Dosne a toujours participé activement à la vie publique de son gendre qui la tient informée quotidiennement de ses activités. Elle se mêle avec ardeur aux élections où Thiers est candidat, le conseillant sur le choix des ministres (il lui arrive même un jour d'en faire un), présentant des observations dont on tient compte lorsque Thiers rédige le manifeste que doit publier le prince Louis-Napoléon. « Pas un secrétaire, pas un agent électoral n'aurait agi avec plus de dévouement, de zèle intelligent, d'adresse, prenant des initiatives au besoin  et ne se trompant pas », écrit Henri Malo.

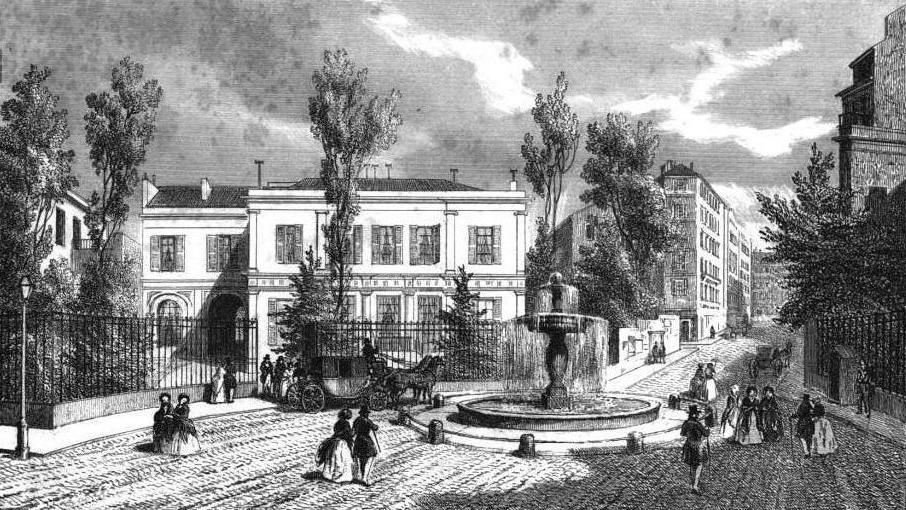
L'hôtel Thiers en 1846 (gravure par Daubigny

Prévoyant qu’un jour Thiers écrirait ses Mémoires (il ne l’a pas fait, n’en ayant pas eu le temps), elle a pris des notes pour fixer ses souvenirs. Ces notes, spontanées et vivantes, sont consignées au jour le jour, aussitôt que Thiers lui a raconté les événements. Lorsqu'elle n'est pas sûre, elle note : « Consulter M. Thiers sur cette conversation. » Certains passages sont relus par Thiers qui y apporte des corrections. Elle épingle aux pages de son manuscrit les billets griffonnés que Thiers, au feu de l'action, lui envoie de la Chambre.
Les cahiers de souvenirs les plus détaillés vont de 1832 à 1849. Ceux relatifs aux années 1850 et 1851 ont été brûlés par elle lors du coup d'État, entre l'arrestation de Thiers le 2 décembre 1851 et la perquisition qui eut lieu quatre jours plus tard. Elle reprend la rédaction de ses souvenirs en 1852 au retour d'exil de Thiers et suit, découragée, le cours des événements et la vie parlementaire, mais avec des intervalles de plusieurs mois et même d'années sans rien noter. 
De nombreuses conversations de Thiers avec Louis-Philippe sont rapportées et peignent le roi - qui appelle Thiers "mon cher petit président" - au naturel. Certaines réplique du roi sont amusantes : « Adieu, je vais voir le vieux qui m'attend », dit-il à Thiers (le vieux, c'est Talleyrand) ou, envisageant une éventualité peu séduisante et associant (non sans malice) Mme Dosne à ses préoccupations: « Nous serions tous perdus, vous, moi, mes fils, ma famille, ma femme, votre femme, votre belle-mère ! »
La révolution de 1848 s'ouvre sur une scène révolutionnaire où une foule d'émeutiers envahit l'hôtel de Thiers d'un intérêt certain au point de vue des mœurs et du pittoresque.
Mme Dosne, qui a été élevée dans la boutique de ses parents, fréquente les personnalités les plus aristocratiques de son temps, de Talleyrand à qui elle rend visite avec Thiers à Valençay, à la reine Amélie qui lui écrit ou à Mme Adélaide avec qui elle quête à Saint-Roch, du prince Louis-Napoléon au roi Jérôme et à la princesse Mathilde qu'elle reçoit à l'hôtel Saint-Georges. Dans ses Mémoires, elle trace d'eux des portraits enlevés, disant ce qu'elle pense avec verdeur et sans mâcher ses expressions :

« On passe à table, et voilà le maréchal (Bugeaud) qui enfourche son dada d'agriculture. Il parle, parle, parle, les colonies agricoles, le déboisement, etc.,etc. Le prince Napoléon se penche à mon oreille:  « Le maréchal ne cause donc jamais de la guerre » (...) Après le dîner, le maréchal continuant à discourir, je lui ai serré la main : « Cher maréchal, soyez aimable, occupez-vous un peu de ce prince ». Il a compris et s'est dirigé de son côté. Ils se sont assis et ont causé: c'est ce que je voulais. Puis ce pauvre maréchal est allé dans un autre salon, et jusqu'à dix heures du soir a sans cesse parlé. C'est de la maladie. Le général Changarnier disait amen durant le dîner. Il sera d'autant mieux avec lui que l'autre paraîtra usé ; car il se dit : le maréchal fini, je suis le premier homme de guerre de France. »

Ses mémoires se terminent le 7 juin 1869 (Thiers est en ballottage à Paris) par ces dernières phrases: 

« Quatre heures vont sonner. Je pose ma plume afin d'attendre les résultats qu'on doit envoyer à la place Saint-Georges, à mesure que les résultats arriveront au comité. »

Elle meurt deux mois plus tard le 28 août.

## Œuvre
- Mémoires de Madame Dosne, l'égérie de M. Thiers, publiés avec une introduction et des notes par Henri Malo, deux tomes, Librairie Plon, 1928

## Correspondances
- 1841-1865 - Correspondances - M. Thiers à Mme Thiers et à Mme Dosne - Mme Dosne à M. Thiers, publiées par Mlle Félicie Dosne, Paris, 1904